# Colorado Avalanche

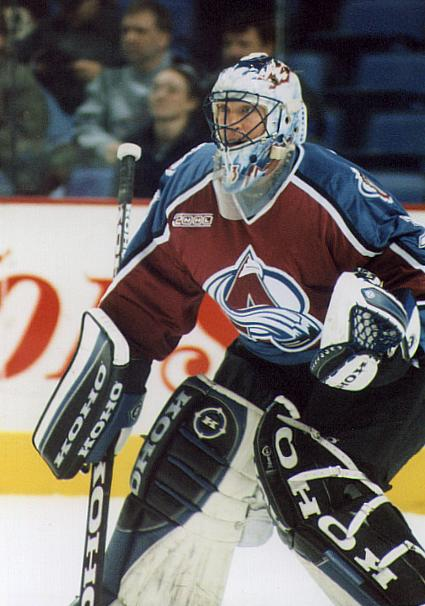
Oudgoalie Patrick Roy

De Colorado Avalanche is een ijshockeyclub uit Denver, Colorado die speelt in de National Hockey League in de Central Division. Het team speelt sinds 1995 in Denver, vanaf 1999 in de Ball Arena, het voormalige Pepsi Center, daarvoor speelde de ploeg in Quebec, als de Québec Nordiques. De franchise heeft 3 keer de Stanley Cup gewonnen, waarvan 2 in Colorado en de meest recente in 2022.

## Geschiedenis

### Quebec
De Québec Nordiques was een van de oprichters van de World Hockey Association en werd één keer kampioen van deze competitie voordat het team in 1979 in de NHL ging meedoen, samen met de Hartford Whalers, Edmonton Oilers en Winnipeg Jets. Van 1981 tot en met 1987 werden de Stanley Cupplay-offs gehaald, maar nooit met echt succes, hoewel zeven jaar achter elkaar de postseason bereiken een prestatie op zich is. Het speelt natuurlijk ook mee dat de Oilers in die jaren onverslaanbaar waren. Vanaf 1987 ging het echter mis met de franchise, vijf jaar lang speelden ze onderin mee zonder enige kans op een play-off ticket. Dat had wel tot gevolg dat de Nordiques steeds vroeg een rookie mochten kiezen, respectievelijk Mats Sundin, Owen Nolan en Eric Lindros. Allemaal talenten, maar spelers die het nog niet konden waarmaken begin jaren 90. Eric Lindros heeft zelfs nooit gespeeld voor de Nordiques, omdat hij weigerde in een Franstalig team te spelen. Lindros werd geruild voor vijf spelers, twee draftpicks, vijftien miljoen dollar en Peter Forsberg. Aan de hand van deze ruil werd de basis gelegd voor de latere successen. In 1995 werd voor het eerst sinds lange tijd weer de play-offs gehaald, maar verder dan de eerste ronde kwam het team weer niet. Het financieel noodlijdende team ging failliet en werd verkocht aan een nieuwe eigenaar die de franchise liet verhuizen naar Denver.

### Denver
Aan de hand van aanvoerder Joe Sakic, in 1987 al gedraft door de Nordiques, Adam Foote en de andere spelers uit Quebec was de Colorado Avalanche in het eerste jaar al een potentiële Stanley Cupwinnaar. In de loop van het seizoen werd goalie Patrick Roy gehaald van de Montreal Canadiens, na een 11-1-verlies wilde hij nooit meer spelen voor de Canadiens. Roy, geboren in Quebec, had ooit gezegd nooit voor de Nordiques te willen spelen, maar in Denver blijkbaar wel. Met de ervaren goalie erbij was Colorado haast onverslaanbaar en het won dan ook prompt hun eerste Stanley Cup in 1996, na de Florida Panthers in de finale te hebben verslagen. Het jaar erna werd in de Conferencefinale verloren van de grote rivaal Detroit Red Wings en de jaren daarna werden de play-offs wel gehaald, maar zonder grote successen. In 2000 kwam Ray Bourque over van de Boston Bruins. Bourque was een echte "Bruin", hij speelde daar sinds 1979 maar had nog nooit een Stanley Cup gewonnen. Boston gunde Bourque deze prijs en liet hem vertrekken naar het sterrenteam van Colorado. De Avalanche verloor dat jaar echter de Conferencefinale van de Dallas Stars, maar het jaar erna zou het lukken. In de zomer werd sterverdediger Rob Blake gehaald en het team won de Presidents' Trophy én de Stanley Cup. Aanvoerder Sakic gaf de Stanley Cup meteen door aan Bourque: hij had zijn prijs binnen.

### Hoge verwachtingen
Iedereen had verwacht dat de Avalanche de komende jaren de NHL zou domineren, maar in 2002 werd weer de Conferencefinale verloren van Detroit en een jaar erna gingen de Avs zelfs al in de eerste ronde eruit door de Minnesota Wild. Roy kondigde zijn pensioen aan en er moest wat gebeuren om het op papier zo sterke team weer een impuls te geven. Dat kreeg het bestuur voor elkaar door superduo Paul Kariya en Teemu Selänne te contracteren. Maar door fysieke gebreken konden ze de verwachtingen niet waarmaken, de Avalanche konden "zelfs" de divisie niet winnen, voor het eerst sinds acht jaar. Ze strandden in de tweede ronde van de play-offs. Nadat het salarisplafond was verlaagd, dat kostte een jaar ijshockey, moesten Forsberg en Foote verdwijnen om Sakic te blijven houden. Daarentegen werd de ervaren verdediger Patrice Brisebois gehaald, maar het gat van Foote kon hij niet opvullen. David Aebischer, de man die Roy goed vervangen had, werd geruild voor Jose Theodore, maar de ruil kreeg de gehoopte impuls zoals Roy had veroorzaakt niet. Kariya en Selänne vertrokken, evenals het andere aanvalsduo uit elkaar ging Alex Tanguay vertrok en Joe Sakic is inmiddels gestopt zodat alleen Milan Hejduk de enige overgebleven speler is van het sterrenteam dat de Stanley Cup in 2001 won.

## Prijzen
- Stanley Cup - 1996, 2001 en 2022

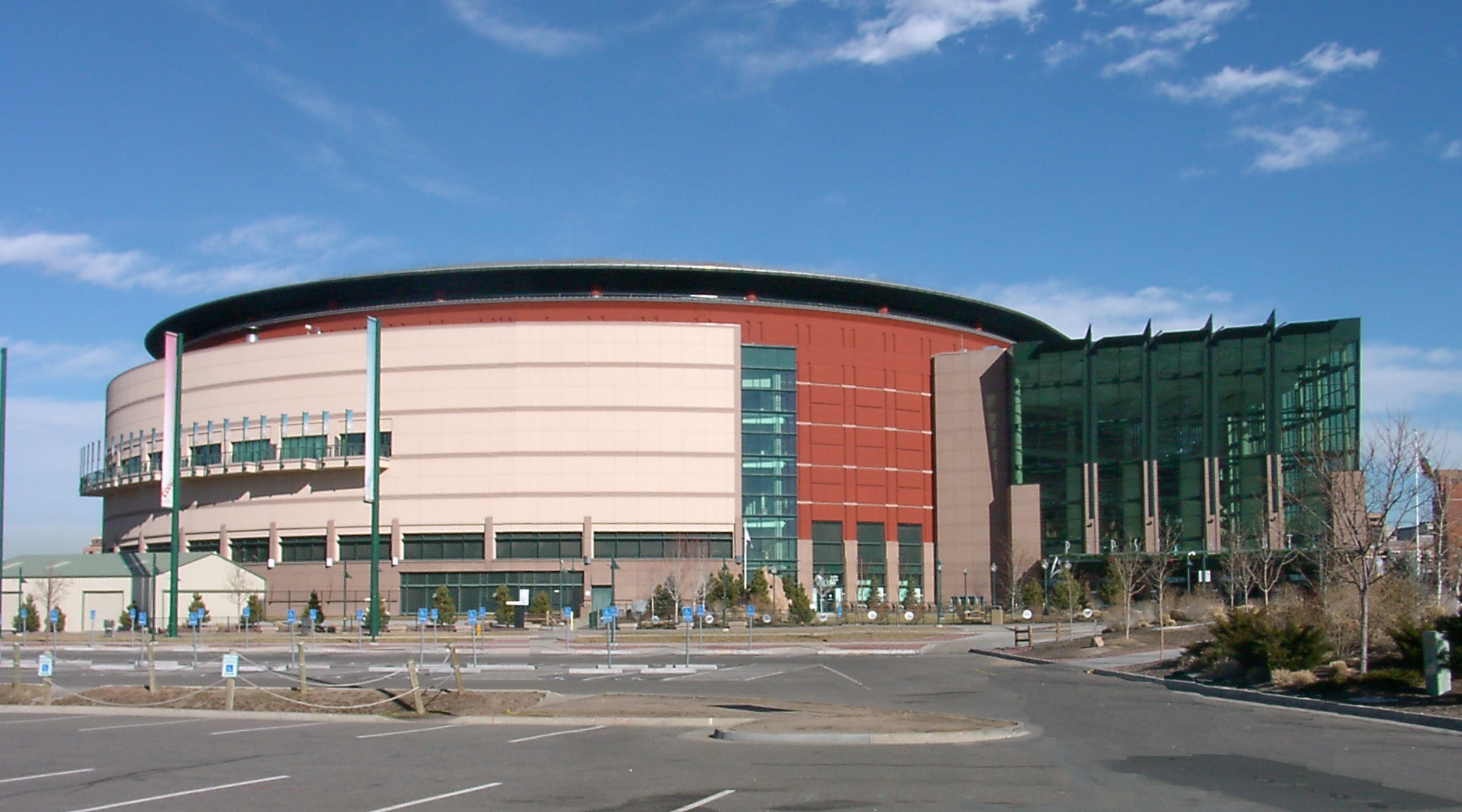
Ball Arena

- Presidents' Trophy - 1997, 2001 en 2021
- Clarence S. Campbell Bowl - 1996, 2001 en 2022

## Play-off optreden
- 2024 - Tweede ronde Dallas Stars
- 2023 - Eerste ronde Seattle Kraken
- 2022 - Winnaar Stanley Cup
- 2021 - Tweede ronde (Vegas Golden Knights)
- 2020 - Tweede ronde (Dallas Stars)
- 2019 - Tweede ronde (San Jose Sharks)
- 2018 - Eerste ronde (Nashville Predators)
- 2017 - Play-offs niet gehaald
- 2016 - Play-offs niet gehaald
- 2015 - Play-offs niet gehaald
- 2014 - Eerste ronde (Minnesota Wild)
- 2013 - Play-offs niet gehaald
- 2012 - Play-offs niet gehaald
- 2011 - Play-offs niet gehaald
- 2010 - Play-offs niet gehaald
- 2009 - Play-offs niet gehaald
- 2008 - Tweede ronde (Detroit Red Wings)
- 2007 - Play-offs niet gehaald
- 2006 - Tweede ronde (Mighty Ducks of Anaheim)
- 2004 - Tweede ronde (San Jose Sharks)
- 2003 - Eerste ronde (Minnesota Wild)
- 2002 - Derde ronde (Detroit Red Wings)
- 2001 - Winnaar (New Jersey Devils)
- 2000 - Derde ronde (Dallas Stars)
- 1999 - Derde ronde (Dallas Stars)
- 1998 - Eerste ronde (Edmonton Oilers)
- 1997 - Derde ronde (Detroit Red Wings)
- 1996 - Winnaar (Florida Panthers)

## Spelers

### Huidige selectie
Bijgewerkt tot 15 oktober 2021 
| #  | Naam              | Nationaliteit    | Pos. |
| -- | ----------------- | ---------------- | ---- |
| 95 | Andre Burakovsky  | Oostenrijk       | LW   |
| 37 | J.T. Compher      | Verenigde Staten | LW   |
| 43 | Darren Helm       | Canada           | C    |
| 17 | Tyson Jost        | Canada           | C    |
| 91 | Nazem Kadri       | Canada           | C    |
| 92 | Gabriel Landeskog | Zweden           | LW   |
| 29 | Nathan MacKinnon  | Canada           | C    |
| 22 | Stefan Matteau    | Verenigde Staten | C    |
| 12 | Jayson Megna      | Verenigde Staten | C    |
| 13 | Valeri Nichushkin | Rusland          | RW   |
| 25 | Logan O'Connor    | Verenigde Staten | RW   |
| 75 | Sampo Ranta       | Finland          | LW   |
| 96 | Mikko Rantanen    | Finland          | RW   |
| 9  | Dylan Sikura      | Canada           | C    |
| 4  | Bowen Byram       | Canada           | D    |
| 49 | Samuel Girard     | Canada           | D    |
| 6  | Erik Johnson      | Verenigde Staten | D    |
| 3  | Jack Johnson      | Verenigde Staten | D    |
| 56 | Kurtis MacDermid  | Canada           | D    |
| 8  | Cale Makar        | Canada           | D    |
| 28 | Ryan Murray       | Canada           | D    |
| 7  | Devon Toews       | Canada           | D    |
| 39 | Pavel Francouz    | Tsjechië         | GK   |
| 31 | Jonas Johansson   | Zweden           | GK   |
| 35 | Darcy Kuemper     | Canada           | GK   |

### Bekende (ex-) spelers

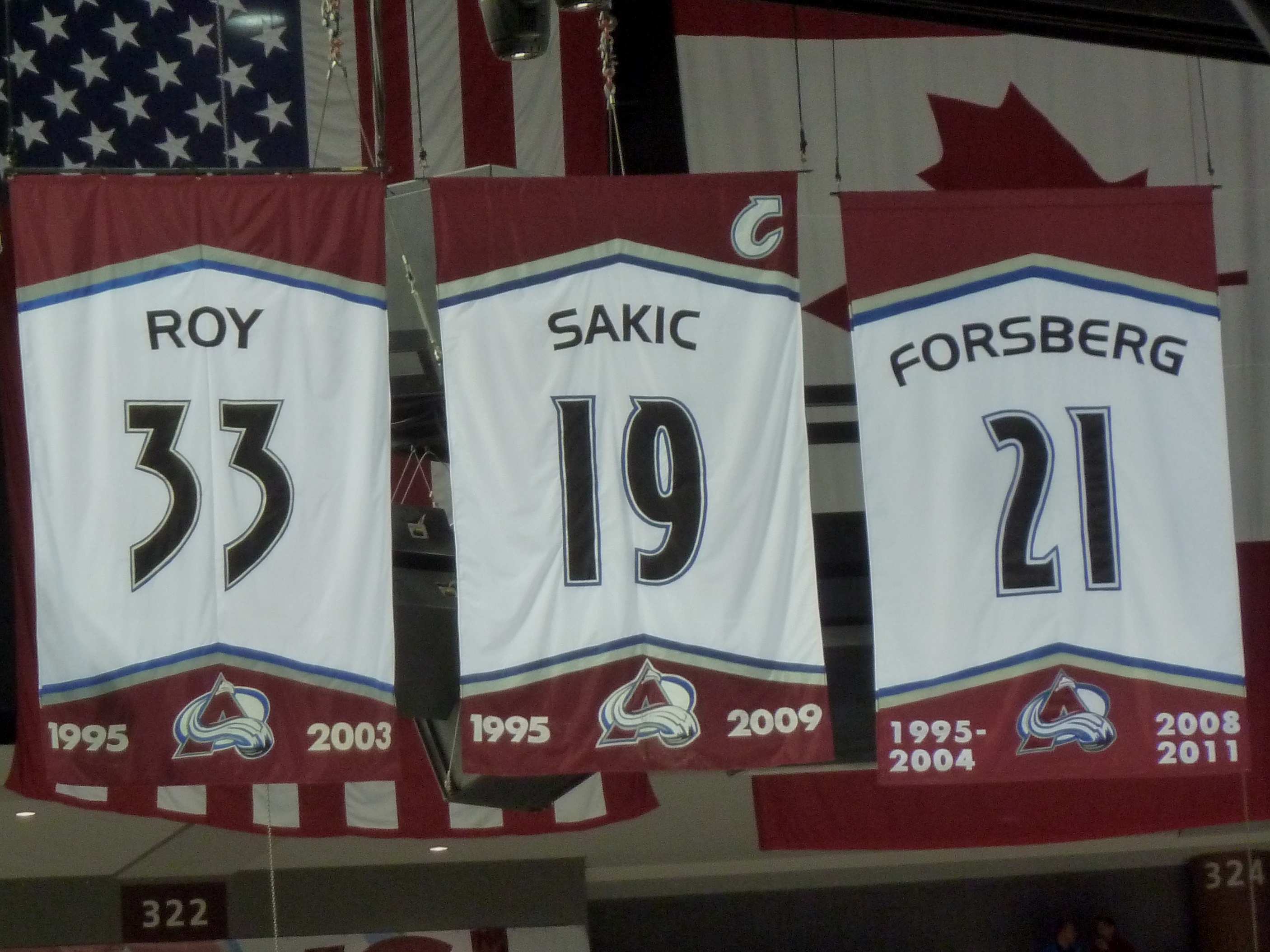
De Teruggetrokken nummers van Roy, Sakic en Forsberg

- Nathan MacKinnon
- Joe Sakic
- Peter Forsberg
- Pierre Turgeon
- Paul Šťastný
- Adam Foote
- Rob Blake
- Patrick Roy
- Ray Bourque
- Paul Kariya
- Teemu Selänne
- Alex Tanguay
- Milan Hejduk
- Matt Duchene
- Chris Drury
- Claude Lemieux
- Wojtek Wolski
- Alex Newhook

### Teruggetrokken nummers
- 23 - Milan Hejduk (2018)
- 52 - Adam Foote (2013)
- 21 - Peter Forsberg (2011)
- 19 - Joe Sakic
- 33 - Patrick Roy (1995-2003)
- 77 - Ray Bourque (2000-01)
- 99 - Wayne Gretzky (Teruggetrokken door de gehele NHL)